# Малі Котяки
Малі Котя́ки (рос. Малые Котяки, чув. Котяк) — присілок у складі Чебоксарського району Чувашії, Росія. Входить до складу Кшауського сільського поселення.
Населення — 110 осіб (2010; 75 у 2002).
Національний склад:
- чуваші — 100 %